# Laboulbeniaceae
Laboulbeniaceae is een botanische naam voor een familie van schimmels behorend tot de orde Laboulbeniales. Het typegeslacht is Laboulbenia. Deze schimmels hebben een wijdverbreide verspreiding en zijn parasitair voor verschillende soorten insecten.

## Geslachten
De familie bestaat uit de volgenden geslachten:
- Acallomyces – Acompsomyces – Acrogynomyces – Amorphomyces – Amphimyces – Apatelomyces – Apatomyces – Aphanandromyces – Aporomyces – Arthrorhynchus – Asaphomyces – Autophagomyces – Balazusia – Benjaminiomyces – Blasticomyces – Bordea – Botryandromyces – Camptomyces – Cantharomyces – Capillistichus – Carpophoromyces – Cesariella – Chaetarthriomyces – Chaetomyces – Chitonomyces – Clematomyces – Clonophoromyces – Columnomyces – Compsomyces – Coreomyces – Corethromyces – Corylophomyces – Cryptandromyces – Cucujomyces – Cupulomyces – Dermapteromyces – Diandromyces – Diaphoromyces – Diclonomyces – Dimeromyces – Dimorphomyces – Dioicomyces – Diphymyces – Diplomyces – Diplopodomyces – Dipodomyces – Distolomyces – Dixomyces – Ecteinomyces – Enarthromyces – Eucantharomyces – Euhaplomyces – Eumisgomyces – Eumonoicomyces – Euphoriomyces – Fanniomyces – Filariomyces – Gloeandromyces – Haplomyces – Hesperomyces – Histeridomyces – Homaromyces – Hydraeomyces – Hydrophilomyces – Idiomyces – Ilyomyces – Ilytheomyces – Kainomyces – Kleidiomyces – Kruphaiomyces – Kyphomyces – Laboulbenia – Limnaiomyces – Majewskia – Meionomyces – Microsomyces – Mimeomyces – Misgomyces – Monandromyces – Monoicomyces – Nanomyces – Neohaplomyces – Nycteromyces – Opilionomyces – Ormomyces – Osoriomyces – Parvomyces – Peyerimhoffiella – Peyritschiella – Phalacrichomyces – Phaulomyces – Picardella – Polyandromyces – Polyascomyces – Porophoromyces – Prolixandromyces – Pselaphidomyces – Rhachomyces – Rhipidiomyces – Rhizomyces – Rhizopodomyces – Rickia – Rodaucea – Rossiomyces – Sandersoniomyces – Scalenomyces – Scaphidiomyces – Scelophoromyces – Scepastocarpus – Siemaszkoa – Smeringomyces – Sphaleromyces – Stemmatomyces – Stichomyces – Stigmatomyces – Sugiyamaemyces – Symplectromyces – Sympodomyces – Synandromyces – Tavaresiella – Teratomyces – Tetrandromyces – Trenomyces – Triainomyces – Triceromyces – Trochoideomyces – Troglomyces – Zeugandromyces – Zodiomyces